# Parti de la justice (Égypte)
Pour les articles homonymes, voir Parti de la justice.
Le Parti de la Justice est un parti politique égyptien financé par un groupe d’industriels qui vient du Kifaya, de l'Association nationale de changement et du Mouvement de la Jeunesse du 6-Avril.